# 카네기 자연사 박물관

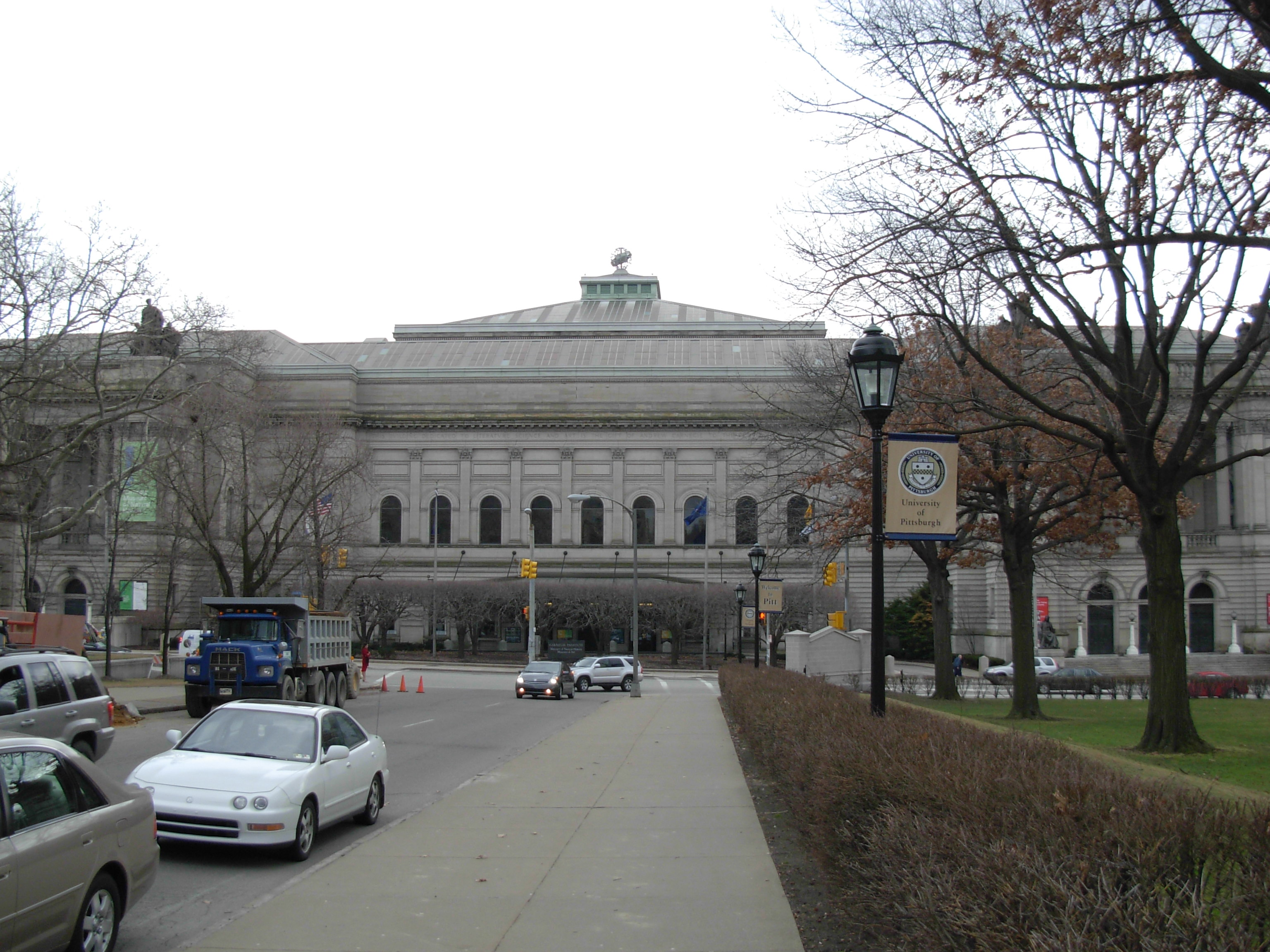
카네기 자연사 박물관

카네기 자연사 박물관(영어: Carnegie Museum of Natural History 카네기 뮤지엄 오브 내추럴 히스토리[*])은 미국 펜실베이니아주 피츠버그 오클랜드에 위치한 자연사 박물관이다. 앤드루 카네기에 의해 1896년에 창설되었다. 카네기 박물관을 구성하는 4개의 박물관 중 하나이다.

## 같이 보기
- 카네기 박물관
- 앤드루 카네기